# Marisat 2
O Marisat 2 foi um satélite de comunicação geoestacionário construído pela Hughes. Na maior parte de sua vida útil, ele esteve localizado na posição orbital de 73 graus de longitude leste e foi operado inicialmente pela Marisat e posteriormente pela Inmarsat. O satélite foi baseado na plataforma HS-356. O mesmo saiu de serviço em setembro de 1996.

## Lançamento
O satélite foi lançado com sucesso ao espaço no dia em 10 de julho de 1976, por meio de um veículo Delta 2914 a partir da Estação da Força Aérea de Cabo Canaveral, na Flórida, EUA. Ele tinha uma massa de lançamento de 665 kg.